# Jimmy Stephen
James Findlay „Jimmy“ Stephen (* 23. August 1922 in Fettercairn; † 5. November 2012 in Southsea) war ein schottischer Fußballspieler. Als rechter Verteidiger stieß er im November 1949 zum erweiterten Kader des FC Portsmouth, der in den Jahren 1949 und 1950 zwei englische Meisterschaften in Serie gewann.

## Karriere
Stephen wuchs in dem im Nordosten Schottlands gelegenen Fischerdorf Johnshaven auf. Dort spielte er im Alter von 15 Jahren an der Seite seines Bruders George für den heimischen Klub Johnshaven Dauntless in der Montrose and District League. Durch Vermittlung seines Schulrektors kam er im Jahr 1938 beim englischen Zweitligisten Bradford Park Avenue zu einem Probetraining und kurz darauf unterzeichnete er in Bradford einen ersten Amateurvertrag. Zunächst trainierte er morgens mit den Profis und arbeitete am Nachmittag in der Verwaltung des Klubs, bevor er an seinem 17. Geburtstag einen Vollzeit-Profikontrakt unterschrieb. Eine Woche später gab Stephen daheim gegen Luton Town seinen Einstand in einem Ligaspiel, das unglücklich mit einem Eigentor des Debütanten und einer 0:3-Niederlage endete. Dessen ungeachtet kam er auch in der folgenden Partie gegen den FC Millwall zum Zug, bevor der Ausbruch des Zweiten Weltkriegs zur Aussetzung des offiziellen Ligaspielbetriebs für die nächsten sieben Jahre führte (Stephens Einsätze in der Saison 1939/40 wurden dadurch annulliert).
Während des Kriegs entwickelte sich Stephen zu einer festen Größe in Bradfords Defensive bei Freundschafts- und Kriegsspielen. Höhepunkt dieser Zeit war im Jahr 1944 ein Duell vor Rekordkulisse gegen den FC Blackpool, in dem er als Gegenspieler von Stanley Matthews antrat und knapp mit 1:2 unterlag. Insgesamt traf er fünfmal in inoffiziellen Länderspielen zwischen Schottland und England auf Matthews und war in allen Partien unterlegen. Neben 195 Partien für Bradford lief er als „Gastspieler“ unter anderem für Halifax Town, Huddersfield Town und den FC Middlesbrough auf. Kurz nach dem Krieg, in dem er hauptsächlich für ein großes Munitionsunternehmen gearbeitet hatte, meldete sich Stephen freiwillig bei der Royal Air Force und war einer der sogenannten Bevin Boys in dem Kohlebergwerk Fryston Colliery nahe Castleford, wie auch sein Freund und Mannschaftskamerad Len Shackleton, der später englischer Nationalspieler wurde. In der ersten Nachkriegssaison 1945/46, als zumindest der FA Cup wieder gespielt wurde, fehlte Stephen zunächst noch weitestgehend aufgrund von Verletzungsproblemen. In der anschließenden Saison 1946/47 war er dann ab dem ersten Spieltag in der Mannschaft vertreten und gab auch im FA Cup sein Debüt, das am 11. Januar 1947 gegen Manchester United mit 0:3 verloren ging. Kurz darauf gelang ihm am 26. April 1947 beim 2:1-Sieg gegen Tottenham Hotspur das einige Profiligator in seiner Laufbahn. Während dieser Zeit absolvierte Stephen zwei Länderspiele für Schottland im Oktober 1946 und November 1947, in denen Schottland in beiden Fällen gegen Wales unterlag – er war dabei als Debütant sogar Kapitän. Bis Oktober 1949 blieb Stephen Stammspieler des Zweitligisten und er wurde primär auf der rechten Abwehrseite oder als Außenläufer eingesetzt, wenngleich er auch auf der linken Seite auszuhelfen vermochte. Seine Stärken lagen in der Schnelligkeit und der Zweikampfstärke. Als sich ihm während der Saison 1949/50 dann die Gelegenheit zum Wechsel zum amtierenden Meister FC Portsmouth bot, heuerte er im November 1949 für die stolze Ablösesumme von 15.000 Pfund beim südenglischen Erstligisten an.
Stephen debütierte für „Pompey“ am 26. November 1949 gegen den AFC Sunderland (2:2) und traf dabei auf Shackleton in der gegnerischen Mannschaft. Es blieb sein einziger Einsatz auf dem Weg zur Titelverteidigung und er blieb Ersatzmann auf der rechten Seite hinter Billy Hindmarsh, während er hauptsächlich in der Reservemannschaft aktiv war. Nachdem er von seinen Pflichten bei der Royal Air Force entbunden worden war, etablierte er sich ab der Saison 1950/51 als Stammspieler in Portsmouth. In den drei Jahren bis zum Ende der Saison 1952/53 kam Stephen auf insgesamt 86 Pflichtspieleinsätze, bevor ihn wiederum Verletzungsprobleme zurückwarfen. Nach gerade einmal fünf Partien in der Saison 1953/54 und einem Pokalauftritt im Jahr darauf (eine 1:2-Niederlage gegen die Bristol Rovers) verließ Stephen im Mai 1955 den FC Portsmouth, der über ausreichend Alternativen auf seiner Position verfügte.
Außerhalb der Profibetriebs der Football League folgten die nächsten Engagements. In der Saison 1955/56 kam er in der Southern League auf zehn Pflichtspiele für Yeovil Town, das von seinem Ex-Mannschaftskamerad in Portsmouth Ike Clarke trainiert wurde. Dort ereilte ihn ein langer Ausfall nach einer Knieoperation und er verdingte sich nur noch als Teilzeitprofi, während er dazu bei Westland Aircraft arbeitete. Ab 1956 war Stephen bei Bridgwater Town in der Western League aktiv und übernahm dort zusätzlich Aufgaben im Trainerstab. Im November 1958 beförderte ihn Bridgwater in die Cheftrainerrolle, aber zur Saison 1959/60 wurde bereits wieder teamintern ersetzt. Es schloss sich im September 1959 ein Engagement bei Barnstaple Town an, das ebenfalls Western League spielte. Nur drei Monate später zog er jedoch bereits weiter zum auf der Isle of Wight beheimateten FC Newport IOW. Dort gewann er 1961 den Hampshire Senior Cup.
Er verstarb 90-jährig im November 2012, nachdem im Dezember 2011 bei ihm Krebs diagnostiziert worden war.